# Alberto Carisch
Alberto Carisch (Tirano, 1º settembre 1919 – ...) è stato un produttore discografico, editore e paroliere italiano.

## Biografia
Alberto Carisch è considerato uno dei più noti produttori discografici italiani.
Carisch nacque in una famiglia che lavorava nel mondo musicale da più generazioni: il bisnonno Giovanni Andrea Carisch, originario dei Grigioni, aveva fondato nel 1887 le Edizioni musicali Carisch, insieme ad Arturo Janichen; nel 1894 erano entrati nell'azienda i figli Otto (nonno di Alberto) e Adolfo, e nel 1914 il padre di Alberto, Guido detto Giulio (1892-1935), iniziò a lavorare nell'azienda, che nel frattempo era diventata una delle più importanti case di edizioni musicali italiane, specializzandosi nella musica classica con qualche sporadica incursione nelle canzoni (tra cui nel 1898 il grossissimo successo di Ciribiribin, scritta da Carlo Tiochet per il testo e da Alberto Pestalozza per la musica e lanciata dall'austriaca Mitzi Kirchner).
Dopo il diploma in ragioneria, si laurea alla Bocconi, ma non entra nell'azienda di famiglia, dedicandosi invece all'attività imprenditoriale come produttore di pasta. Nel 1945 entra nelle edizioni musicali (che nel frattempo hanno avuto molti successi, con canzoni come Io cerco la Titina), rendendosi ben presto conto che il futuro, più che nell'editoria musicale, è nel disco, e per questo motivo nel 1949 fonda la Carisch, che in breve diventa una delle aziende leader nel mondo musicale italiano, vendendo moltissime copie dei dischi a 78 giri dei suoi artisti, tra i quali ricordiamo Claudio Villa, Luciano Tajoli, Giorgio Consolini.
Ma Carisch ha anche parecchio fiuto come talent scout: scopre e lancia infatti Peppino Di Capri, con il quale la casa discografica riscuote molto successo tra la fine degli anni '50 e gli anni '60, e più avanti Caterina Caselli, I Romans e Fiorella Mannoia.
Riesce a concludere contratti di distribuzione di case discografiche straniere per l'Italia con la tedesca Parlophon e la francese Odeon: soprattutto la prima, grazie al successo dei Beatles, fu economicamente un affare molto redditizio.
Non abbandona però l'editoria musicale, anzi dà vita alle edizioni musicali Southern Music nel 1946, alle Peer edizioni musicali nel 1956 (legandosi alle edizioni musicali Southern Music Publishing Company, dal 1960 Peer-Southern Organization, statunitensi), e diversifica anche l'attività discografica, fondando insieme a Giovanni Battista Ansoldi la Ri-Fi (per cui incideranno nomi come Giorgio Gaber, Mina, Fausto Leali, Fred Bongusto, I Giganti, Giuliano e i Notturni, Michele e Milena Cantù).
Dà vita inoltre alla MRC, con l'obiettivo di promuovere e lanciare dei giovani talenti da dirottare poi alla Carisch.
L'azienda discografica principale entra in crisi alla fine degli anni sessanta, e i due avvenimenti che fanno peggiorare la situazione sono da un lato la perdita della distribuzione della Odeon e della Parlophon (che nel 1967 si legarono entrambe alla EMI Italiana), dall'altro l'abbandono del cantante di punta, Peppino Di Capri, che fonda una sua casa discografica, la Splash
Negli anni settanta Carisch dirada sempre più la sua attività; interpreta la parte di se stesso nel film Geppo il folle del 1978 di Adriano Celentano
Alberto Carisch è stato anche paroliere, usando lo pseudonimo Albula.